# Starship Integrated Flight Test 3
Starship Integrated Flight Test 3 (IFT-3) byl třetí let kosmické lodi Starship na nosné raketě Super Heavy. Obě součásti sestavy byly vyvinuty a postaveny společností SpaceX podnikatele Elona Muska. Let se uskutečnil 14. března 2024, Starship a Super Heavy splnily většinu cílů mise, i když se Super Heavy rozpadla při pokusu o přistání na mořskou hladinu a Starship po necelých 50 minutách letu během vstupu do atmosféry.

## Nosná raketa Super Heavy a kosmická loď Starship
Spodní část startovní sestavy tvořila nosná raketa, resp. první, urychlovací stupeň Super Heavy. Horní částí pak byla samotná kosmická loď Starship určená pro lety na oběžné dráze a návraty na Zemi. Obě součásti byly vyvinuty jako plně znovupoužitelné a určené pro vynášení satelitů a dalších kosmických těles, zásob včetně paliva, i pro vesmírnou turistiku, cesty k Měsíci a meziplanetární lety.
Nosič Super Heavy (booster) dosahoval délky 71 metrů a jeho průměr v celé výšce dosahoval 9 metrů, hmotnost boosteru bez paliva se pohybovala mezi 160 a 200 tunami, z toho asi 80 tun připadlo na nádrže. Pohon zajišťovalo celkem 33 motorů Raptor, které měly při plném výkonu souhrnný tah asi 76 MN, což ze sestavy činilo nejsilnější raketu v historii dobývání vesmíru. Nádrže urychlovacího stupně pojmuly celkem 3 400 tun pohonných hmot, z toho zhruba tři čtvrtiny kapalného kyslíku a zbytek podchlazeného kapalného metanu. Těsně pod horním okrajem boosteru jsou umístěna čtyři roštová kormidla pro řízení stupně při přistání, podobně jako se to SpaceX osvědčilo již u jejího dříve vyvinutého nosiče Falcon 9.
Kosmická loď Starship tvořila horní část sestavy. Byla 50 metrů vysoká a po většinu délky udržovala průměr 9 metrů, tedy shodný s urychlovacím stupněm – až v horní čtvrtině se průměr postupně zmenšoval a vytvářel zaoblenou kuželovitou špičku. Pro řízení během sestupu k Zemi měla loď celkem 4 pohyblivá aerodynamická křidélka, dvě v horní a dvě v dolní části. Polovinu lodi po celé její délce a jednu stranu křidélek pokrývaly dlaždice tepelného štítu pro ochranu lodi při vstupu do atmosféry. Šest motorů Raptor – tři optimalizované pro provoz ze vesmírném vakuu, tři pro provoz v atmosféře – mělo k dispozici celkem 1200 tun pohonných látek. SpaceX udávalo kapacitu nákladu 100 až 150 tun.

## Příprava a průběh letu
Pro let se počítá s použitím kosmické lodi Starship s výrobním označením S28 a prvního stupně Super Heavy s označením Booster 10. Testovací let naváže na dva dosavadní pokusy obdobné sestavy uskutečněné v dubnu 2023 (Starship Integated Flight Test) a listopadu 2023 (Starship Integated Flight Test 2). První z nich skončil explozí kosmické lodi Starship po čtyřech minutách společně s boosterem, druhý pak dvěma nezávislými explozemi boosteru Super Heavy po třech minutách letu a kosmické lodi Starship během osmé minuty letu..
Zakladatel a generální ředitel společnosti SpaceX Elon Musk v první polovině ledna 2024 při prezentaci pro zaměstnance společnosti řekl, že mu hladký průběh předchozího letu IFT-2 dodal optimismus pro budoucí mise a že cítí dobrou šanci na dosažení oběžné dráhy s letem 3 a pak rychlou kadenci k dosažení plné a rychlé opětovné použitelnosti, včetně zahájení vypouštění velkých internetových satelitů nové generace Starlink na palubě lodi Starship do konce roku 2024.

### Příprava boosteru a kosmické lodi
FAA, Federální úřad pro letectví oprávněný určovat podmínky pro vypuštění kosmických těles, po 2. letu Starship v listopadu 2023 oznámil, že bude dohlížet na SpaceX a zajistí, aby společnost dodržovala schválený plán vyšetřování nehody a další regulační požadavky.
Na lodi S28 byla oproti S25 použité při druhém letu provedena řada menších úprav, např. ve skladbě dlaždic vnější tepelné ochrany, na palivovém a ventilačním systému, na dveřích a mechanismu pro vypouštění satelitů Starlink z nákladového prostoru, a také v zavedení elektrického řízení vektoru tahu tří středových motorů. Podobně je nosič B10 velmi podobný exempláři B9 použitému při předchozí misi IFT-2. Hlavním rozdílem je použití eliptické, tedy plošší kopule mezi hlavními válcovými palivovými nádržemi.
Sestavování Boosteru 10 skončilo v březnu 2023, v září se uskutečnil kryogenní test těsnosti soustavy. Poté následovala až do počátku prosince 2023 montáž motorů a mezistupně s průduchy oddělujícího booster od kosmické lodi. Ke startovací rampě OLM byl booster přesunut 18. prosince 2023 a vyzdvižen o den později. Už 21. prosince 2023 se uskutečnil statický zážeh, který však byl z neznámých důvodů přerušen. Úspěšný byl až druhý pokus 29. prosince 2023, po němž byl Booster 10 sejmut ze startovní rampy a odvezen k dalším testům a přípravným pracím. Po jejich dokončení byl k rampě znovu dopraven 8. února 2024 a vyzvednut na ni o den později, 9. února 2024.
Kosmická loď Starship 28 prošla v červenci 2023 kryogenními testy kvůli těsnosti nádrží. V polovině srpna začala instalace motorů, jejichž správná funkce byla ověřena testovacími zážehy 20. a 29. prosince 2023. Po dalších přípravných pracích včetně výměny nejméně jednoho motoru koncem ledna 2024 technici loď 10. února 2024 převezli ke startovní rampě OLM a poprvé ji usadili na Booster 10. Kvůli řešení nespecifikovaného problému s mezistupněm mezi oběma součástmi sestavy byla S28 z boosteru sejmuta 12. února 2024 a po zásahu techniků o den později znovu vyzdvižena. Ve dnech 14. a 16. února se pak uskutečnily dva pokusy o tzv. zkoušku mokrých šatů (Wet Dress Rehearsal, WDR), při níž raketa, loď, rampa s vybavením i personál projdou všechny předstartovní úkony včetně tankování až do 10 sekund před startem; oba však byly přerušeny. Loď byla 18. února sejmuta z boosteru a 19. února převezena a umístěna na rampu pro suborbitální lety k dalšímu testování. Téhož dne byl z OLM snesen také booster a o den později dopraven do montážní haly Mega Bay k závěrečným přípravám na start.
Sestava byla na startovní rampě znovu zkompletována 1. března 2024 a poté úspěšně prošla testem WDR ukončeným 4. března 2024. Pak byla Starship 28 znovu sejmuta k závěrečným přípravám, např. ke kontrole dlaždic tepelného štítu a montáži autodestrukčního systému. Zpět na své místo pak byla kosmická loď vyzvednuta 10. března 2024 a téhož dne se uskutečnil tak test záplavového systému zalévajícího rampu vodou během startu.

### Termín startu
SpaceX už před druhým testovacím letem (IFT-2), počátkem listopadu 2023, požádala telekomunikační komisi FCC o povolení radiového provozu v souvislosti s třetím letem, a to pro období od 1. prosince 2023 do 23. února 2024.
Elon Musk 20. listopadu 2023, pouhé 2 dny po druhém letu na platformě X uvedl, že SpaceX bude na třetí pokus připravena během 3 nebo 4 týdnů.
Další informace o plánech prezentovala 9. ledna 2024 viceprezidentka SpaceX Jessica Jensenová. Sdělila, že se společnost soustředí na připravenost letového hardwaru k letu ještě během ledna, přičemž stále pracuje na nápravných opatřeních ohledně problémů zjištěných při předchozím letu, což je podmínka pro získání licence FAA pro další let. Její vydání Jensenová očekává v únoru a let by mohl následovat ve stejném měsíci.
A 12. února 2024 Elon Musk zveřejnil odhad, že by se let mohl odehrát za 3 týdny, tedy spíše počátkem března než koncem února 2024. O pouhý týden později už ale mluvil o druhém březnovém týdnu.
Jeho slova do značné míry 21. února potvrdil na tiskovém brífinku přidružený administrátor FAA pro komerční vesmírnou dopravu Kelvin Coleman, když připustil, že "věci směřují" ke startu do poloviny března. Řekl také, že načasování následujících startů bude záviset na výsledku třetího letu. „Letos se dívají na docela agresivní plán startů,“ dodal s tím, že na rok 2024 je navrženo „nejméně devět“ startů.
FAA své vyšetřování uzavřel 26. února 2024. Akceptoval při tom základní příčiny selhání nosiče Super Heavy i kosmické lodi Starship, jak je identifikovala společnost SpaceX. Současně přijal návrh nápravných opatření – 7 probooster a 10 pro kosmickou loď. U Super Heavy jde mimo jiné „přepracování hardwaru vozidla za účelem zvýšení filtrace nádrže“ nebo „aktualizované modelování systému řízení vektoru tahu“. U Starship nápravná opatření zahrnují např. „přepracování hardwaru za účelem zvýšení odolnosti a snížení složitosti“, „změny hardwaru za účelem snížení úniků“ nebo „instalaci další protipožární ochrany“. FAA uvedl, že mu SpaceX musí nejprve prokázat, že tato nápravná opatření provedla. Teprve pak bude možné schválit změnu licence nutnou pro připravovaný třetí start. Za připomenutí v této souvislosti stojí, že po prvním letu uskutečněném 20. dubna 2023 bylo nápravných opatření stanoveno celkem 63.
SpaceX ve svém vlastním prohlášení o vyšetřování téhož dne uvedla, že kosmická loď záměrně vezla nadbytečné množství okysličovadla, aby bylo možné shromažďovat podobné letové údaje, jako při budoucím letu s nákladem. Tento dodatečný kyslík ale bylo nutné před návratem do atmosféry vypustit, aby loď dosáhla požadované maximální hmotnosti pohonných hmot při přistání. Právě při vypouštění této nadbytečné zásoby vzniklo několik explozí a požárů, které znemožnily ovládání a vyvolaly vypnutí všech šesti motorů, po němž se spustila automatická destrukce. SpaceX také informovala, že booster Super Heavy se rozpadl asi 90 kilometrů nad zemí poté, co se několik z jeho 13 motorů určených pro návratový manévr vypnulo. Nejpravděpodobnějším vysvětlením přitom je ucpání filtru v potrubí kapalného kyslíku, které snížilo vstupní tlak v turbočerpadlech, což nakonec vedlo k selhání jednoho motoru způsobem, který měl za následek ztrátu vozidla.
SpaceX 6. března 2024 oznámila, že start naplánovala na 14. března 2024 ve 12:30 UTC. A o týden později, 13. března 2024, doplnil, že stále cílí na 110minutové startovní okno začínající ve 12:00 UTC následujícího dne. FAA krátce poté – méně než 24 hodin před předpokládaným startem – vydal upravenou licenci.

### Plánovaný průběh letu
Elon Musk při již zmíněné prezentaci pro zaměstnance SpaceX v první polovině ledna naznačil hlavní cíle mise:
- dosažení oběžné dráhy Země,
- provedení testovacího zážehu motoru s palivem z nádrže v horní (přední) části lodi, což prokáže schopnost lodi deorbitovat (zpomalit let tak, aby zamířila po nové trajektorii do atmosféry),
- otestování schopnosti přečerpávat pohonné hmoty z této horní (přední) nádrže do hlavní palivové nádrže, což je významný milník na cestě k přečerpávání pohonné látky z jedné kosmické lodi do druhé (první takový pokus by chtěl Musk uskutečnit do roku 2025),
- otestování poklopu pro užitečné zatížení, kterým budou při dalších misích vypouštěny satelity sítě Starlink, případně další dopravovaný náklad.

Přesnější informace o plánovaném průběhu letu SpaceX sdělila 6. března 2024, několik hodin po oznámení plánovaného termínu startu 14. března 2024. Třetí let bude – po vydání licence FAA – proveden po odlišné trajektorii než předchozí dva, které měly skončit pokusem o přistání kosmické lodi Starship na mořskou hladinu u Havaje. Cíle letu, který by měl trvat necelých 65 minut, zahrnovaly:
- úspěšné stoupání obou stupňů,
- otevírání a zavírání dveří nákladového prostoru kosmické lodi,
- přečerpání paliva mezi nádržemi v kosmické lodi,
- historicky první opětovné zapálení motoru Raptor ve vesmíru,
- řízený návrat kosmické lodi Starship do atmosféry a pokus o přistání na hladinu Indického oceánu.

Podle následně vydané informace pro systém leteckého varování NOTAM bude místo přistání několik set kilometrů západně od Austrálie.

### Průběh letu
Po dvou zhruba půlhodinových posunech odpočítávaného času zpět kvůli lodím v zakázaných zónách po trase letu sestava odstartovala v 13:25 UTC. Asi 160 sekund po startu se řádně zapálily motory kosmické lodi Starship a loď se poté oddělila od boosteru Super Heavy, který se vydal na cestu k mořské hladině pod sebou. Všechny manévry proběhly podle plánu, ale při poslední fázi sestupu k přistání do povrchových vod Mexického zálivu se nezapálily všechny k tomu potřebné motory a booster explodoval necelých 500 metrů nad mořskou hladinou. Společnost později zveřejnila, že nejpravděpodobnější příčinou závady bylo trvalé ucpání filtru, skrz které je do motorů přiváděn kapalný kyslík. SpaceX provedla již před 3. letem hardwarové změny, aby tento problém zmírnila, a bude v nich pokračovat i pro další misi.
Kosmická loď Starship po oddělení od Super Heavy pokračovala v cestě a dosáhla apogea 234 km nad povrchem Země při sklonu dráhy 26,5°. Při tom úspěšně provedla otevření a zavření dveří nákladového prostoru a přečerpání paliva mezi dvěma nádržemi uvnitř kosmické lodi Starship, ale operátoři současně přeskočili test spuštění motoru Raptor kvůli nadměrnému rolování lodi (otáčení kolem dlouhé osy). Starship kolem 14:11 UTC vstoupila do atmosféry poté byla ztracena během průletu zhruba v 65 kilometrech nad Zemí ve 14:14:35 UTC, tedy po 49 a půl minutách letu, protože se ji nepodařilo stabilizovat ve správném směru, v němž ji kryje tepelný štít. Loď proto neabsolvovala plánovaný neřízený dopad na mořskou hladinu.

## Reakce
Společnosti SpaceX ve svém komentáři k průběhu letu napsala: "To, čeho jsme dosáhli při tomto letu, nám poskytne neocenitelné údaje pro další rychlý vývoj lodi Starship. Zatímco náš tým vyhodnocuje data získaná při tomto letu, připravují se vozidla Starship a Super Heavy na nadcházející lety, protože se snažíme zvýšit frekvenci startů v průběhu celého roku." Na platformě X také společnost pogratulovala celému svému týmu k úspěšnému letovému testu.
K úspěšnému letu blahopřál také ředitel NASA Bill Nelson a dodal, že: "Prostřednictvím programu Artemis společně děláme velké pokroky, abychom vrátili lidstvo na Měsíc a pak se vydali na Mars."
FAA konstatoval, že během letu "došlo k nehodě" a že "FAA bude dohlížet na vyšetřování nehody vedené společností SpaceX." Kelvin Coleman, přidružený administrátor FAA pro komerční vesmírnou dopravu, 18. března 2024 postoj úřadu upřesnil, když prohlásil: „Skončilo to tím, čemu říkáme nehoda, ale nakonec to považujeme za úspěšný pokus o start, protože to nezpůsobilo žádné zranění ani škody na majetku. Nic zásadního jsme neviděli. Nemyslíme si, že by existovaly nějaké kritické systémy pro bezpečnost.”
Provozní ředitelka SpaceX Gwynne Shotwellová pět dní po provedení letu řekla, že společnost dosud prověřuje data a zjišťuje, co se stalo na obou stupních sestavy, aby se mohla vrátit k dalšímu letu asi za 6 týdnů.
FAA 28. května 2024 neformálně (na platformě X) uvedla, že v souvislosti s anomálií při třetím letu 14. března 2024 nedošlo k žádnému bezpečnostnímu problému.